# Banner County
Das Banner County ist ein County im US-Bundesstaat Nebraska. Der Verwaltungssitz (County Seat) ist Harrisburg, das nach der gleichnamigen Stadt Harrisburg in Pennsylvania benannt wurde.

## Geographie
Das County liegt im äußersten Westen von Nebraska an der Grenze zu Wyoming, ist im Süden etwa 40 km von Colorado entfernt und hat eine Fläche von 1933 Quadratkilometern ohne nennenswerte Wasserfläche. Es grenzt an folgende Countys:
| Goshen County (Wyoming)  | Scotts Bluff County |                 |
| Laramie County (Wyoming) |                     | Morrill County  |
|                          | Kimball County      | Cheyenne County |

## Geschichte
Das Banner County wurde 1888 aus Teilen des Cheyenne County gebildet.
Ein Ort im County ist im National Register of Historic Places eingetragen (Stand 9. Februar 2018), die C.C. Hampton Homestead.

## Demografische Daten

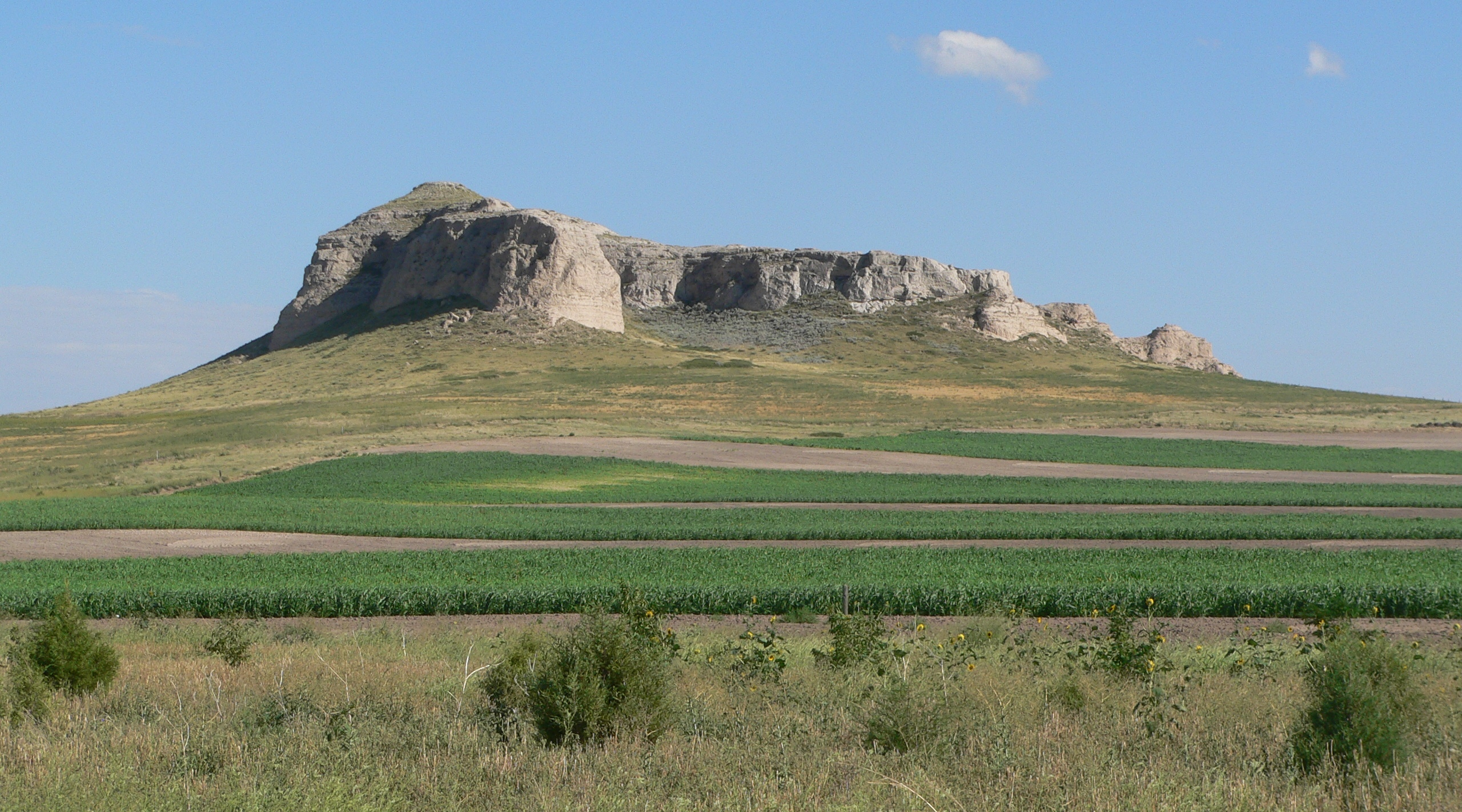
Gabe Rock, westlich von Harrisburg

Nach der Volkszählung im Jahr 2000 lebten im Banner County 819 Menschen in 311 Haushalten und 237 Familien. Die Bevölkerungsdichte betrug 0,4 Einwohner pro Quadratkilometer. Ethnisch betrachtet setzte sich die Bevölkerung zusammen aus 95,9 Prozent Weißen, 0,1 Prozent Afroamerikanern, 0,2 Prozent amerikanischen Ureinwohnern, 0,1 Prozent Asiaten und 3,1 Prozent aus anderen ethnischen Gruppen; 0,6 Prozent stammten von zwei oder mehr Ethnien ab. 5,6 Prozent der Bevölkerung waren spanischer oder lateinamerikanischer Abstammung, die verschiedenen der genannten Gruppen angehörten.
Von den 311 Haushalten hatten 30,2 Prozent Kinder und Jugendliche unter 18 Jahre, die bei ihnen lebten. 70,1 Prozent waren verheiratete, zusammenlebende Paare, 4,2 Prozent waren allein erziehende Mütter, 23,5 Prozent waren keine Familien, 19,9 Prozent waren Singlehaushalte und in 9,6 Prozent lebten Menschen im Alter von 65 Jahren oder darüber. Die Durchschnittshaushaltsgröße lag bei 2,63 und die durchschnittliche Familiengröße bei 3,06 Personen.
Auf das gesamte County bezogen setzte sich die Bevölkerung zusammen aus 28,8 Prozent Einwohnern unter 18 Jahren, 3,7 Prozent zwischen 18 und 24 Jahren, 24,3 Prozent zwischen 25 und 44 Jahren, 27,2 Prozent zwischen 45 und 64 Jahren und 16,0 Prozent waren 65 Jahre alt oder darüber. Das Durchschnittsalter betrug 40 Jahre. Auf 100 weibliche kamen statistisch 108,4 männliche Personen. Auf 100 Frauen im Alter von 18 Jahren oder darüber kamen statistisch 101,0 Männer.

Das jährliche Durchschnittseinkommen eines Haushalts betrug 31.339 US-Dollar (USD), das Durchschnittseinkommen der Familien betrug 41.538 USD. Männer hatten ein Durchschnittseinkommen von 25.250 USD, Frauen 18.750 USD. Das Prokopfeinkommen betrug 17.149 USD. 12,3 Prozent der Familien und 13,6 Prozent der Bevölkerung lebten unterhalb der Armutsgrenze. Davon waren 19,0 Prozent Kinder oder Jugendliche unter 18 Jahre und 11,1 Prozent waren Menschen über 65 Jahre.

## Städte und Gemeinden
Im Banner County gibt es keine selbstverwalteten Gemeinden. Die einzige Siedlung ist Harrisburg, ein Census - designated place, der auch Verwaltungssitz ist.